# Parafia Niepokalanego Poczęcia Najświętszej Maryi Panny w Krojantach
Parafia Niepokalanego Poczęcia Najświętszej Maryi Panny w Krojantach – parafia rzymskokatolicka, znajdująca się w diecezji pelplińskiej, w dekanacie Rytel.